# Sternarchorhynchus severii
Sternarchorhynchus severii és una espècie de peix pertanyent a la família dels apteronòtids.
Pot arribar a fer 16,9 cm de llargària màxima. És un peix d'aigua dolça, bentopelàgic i de clima tropical, que es troba al Brasil a Sud-amèrica.
És inofensiu per als humans.